# Kehraus um St Stephan
 (novembre 2022).
La mise en forme du texte ne suit pas les recommandations de Wikipédia : il faut le « wikifier ».
Les points d'amélioration suivants sont les cas les plus fréquents. Le détail des points à revoir est peut-être précisé sur la page de discussion.
- Les titres sont pré-formatés par le logiciel. Ils ne sont ni en capitales, ni en gras.
- Le texte ne doit pas être écrit en capitales (les noms de famille non plus), ni en gras, ni en italique, ni en « petit »…
- Le gras n'est utilisé que pour surligner le titre de l'article dans l'introduction, une seule fois.
- L'italique est rarement utilisé : mots en langue étrangère, titres d'œuvres, noms de bateaux, etc.
- Les citations ne sont pas en italique mais en corps de texte normal. Elles sont entourées par des guillemets français : « et ».
- Les listes à puces sont à éviter, des paragraphes rédigés étant largement préférés. Les tableaux sont à réserver à la présentation de données structurées (résultats, etc.).
- Les appels de note de bas de page (petits chiffres en exposant, introduits par l'outil «  Source ») sont à placer entre la fin de phrase et le point final[comme ça].
- Les liens internes (vers d'autres articles de Wikipédia) sont à choisir avec parcimonie. Créez des liens vers des articles approfondissant le sujet. Les termes génériques sans rapport avec le sujet sont à éviter, ainsi que les répétitions de liens vers un même terme.
- Les liens externes sont à placer uniquement dans une section « Liens externes », à la fin de l'article. Ces liens sont à choisir avec parcimonie suivant les règles définies. Si un lien sert de source à l'article, son insertion dans le texte est à faire par les notes de bas de page.
- La présentation des références doit suivre les conventions bibliographiques. Il est recommandé d'utiliser les modèles {{Ouvrage}}, {{Chapitre}}, {{Article}}, {{Lien web}} et/ou {{Bibliographie}}. Le mode d'édition visuel peut mettre en forme automatiquement les références.
- Insérer une infobox (cadre d'informations à droite) n'est pas obligatoire pour parachever la mise en page.

Pour une aide détaillée, merci de consulter Aide:Wikification.
Si vous pensez que ces points ont été résolus, vous pouvez retirer ce bandeau et améliorer la mise en forme d'un autre article.
Kehraus um St Stephan (Volte-face dans l'ombre de la cathédrale Saint-Étienne) est une satire en musique en deux parties d'Ernst Krenek sur un livret du compositeur. Après l'annulation de la représentation prévue à Leipzig en 1930, l'œuvre n'est créée que le 6 décembre 1990 à la Ronacher (de) de Vienne en Autriche, en présence du compositeur. Elle a été reprise au festival de Brégence, puis à Giessen.
Le spectacle dure environ deux heures trente.

## Résumé
Othmar a tout perdu pendant la guerre, et n'ose plus aimer Elisa. Celle-ci aime Othmar mais, le croyant mort, entame une relation avec Koppreiter. Après des péripéties, les deux amoureux se retrouvent.

## Personnages
- Othmar Brandstetter, capitaine de cavalerie dans l'armée d'Autriche-Hongrie (ténor).
- Sebastian Kundrather, vigneron (baryton)
- Ferdinand, son fils, plus tard appelé Ferry Conradi (ténor)
- Maria, sa fille, aussi appelée Mizzi, et plus tard Ria Conradi (soprano).
- Elisabeth Torregiani, comtesse déchue (mezzo-soprano).
- Alfred Koppreiter, industriel, lieutenant de la réserve (baryton)
- Moritz Fekete, d'abord appelé Schwoistaler, puis Erich Atma Rosenbusch (baryton).
- Emmerich von Kereszthely, militaire hongrois à la retraite (ténor)
- Nora Rittinghaus, amie d'Elisabeth (mezzo-soprano)
- M. Kaboulke, de Berlin, industriel (baryton)
- Oberwachmann Sachsl (baryton)
- Tobias Lämmergeier, Tyrolien.
- Pepi, plongeur de restaurant

## Argument

### Première partie
L'action de l'opéra commence à Vienne le 13 novembre 1918, le lendemain de la proclamation de la République d'Autriche allemande.
- Scène 1 : Alors qu'ils cherchent du bois de chauffage, le vigneron Sebastian Kundrather trouve l'officier Othmar Brandstetter pendu à un arbre. Avec l'aide de ses enfants, Ferdinand et Maria, Kundrather le sauve à la dernière seconde. Othmar leur explique qu'après avoir tout perdu pendant la guerre, sa vie n'a plus de sens, et il ne peut plus envisager d'épouser sa bien-aimée, l'ancienne comtesse Elisabeth Torregiani. Il perd connaissance. C'est alors qu'apparaît le garde-champêtre Sachsl, qui croit Othmar mort et part en disant qu'il enverra chercher le corps plus tard. Après le départ de Sachsl, Othmar reprend connaissance, et Kundrather l'emmène chez lui.

- Scène 2 : Kundrather rencontre l'ancien lieutenant Alfred Koppreiter, qui travaillait dans la construction automobile pendant la guerre et veut reprendre ses activités. Cependant, le syndicaliste juif Schwoistaler a maintenant acquis une grande influence dans l'entreprise. Incapable de parler lui-même à ses ouvriers, Koppreiter engage son ancien camarade Emmerich von Kereszthely comme directeur du personnel. Kereszthely est un major hongrois qui n'ose plus rentrer chez lui parce qu'il fait l'objet d'une enquête pour mauvais traitements infligés à un soldat.

- Scène 3 : Elisabeth vit avec son amie Nora Rittinghaus dans un riche palais. Elle apprend la mort d'Othmar (qu'elle aimait) en lisant le journal. Pour détourner Elisabeth de ses pensées lugubres, Nora annonce la visite d'Alfred Koppreiter. Celui-ci apparaît et courtise Elisabeth.

- Scène 4 : Le garde-champêtre Sachsl et un collègue cherchent en vain le cadavre d'Othmar.

- Scène 5 : Sebastian et Ferdinand Kundrather mettent en place les tables de leur taverne (un "Heuriger"). Ferdinand explique qu'il ne reprendra pas l'entreprise de son père. Il admet qu'il gagne de l'argent en participant à des manifestations pour différents partis. Othmar se plaint de sa vie misérable. Sebastian Kundrather veut le persuader de travailler dans le vignoble à la place de Ferdinand.

- Scène 6 : Kereszthely découvre que le syndicaliste Schwoistaler est recherché par la police de Budapest sous son vrai nom : Moritz Fekete. Cependant, en raison de son influence sur les travailleurs, il ne peut rien faire contre lui. Othmar rencontre son ancien ami Alfred Koppreiter, qui veut lui montrer son usine. Il se trouve qu'Elisabeth se rend à l'usine, elle aussi : elle a acheté des actions de la société de Koppreiter et veut lui en parler. A cette occasion, elle rencontre Othmar, qu'elle croyait mort. À sa grande déception, Othmar apprend qu'elle a une relation avec Koppreiter. L'industriel berlinois Kaboulke, qui veut aussi investir dans l'entreprise, s'annonce.

- Scène 7 : Elisabeth aime toujours Othmar. Elle prie à  la cathédrale Saint-Étienne pour le rencontrer et demande pardon à Notre Dame pour sa relation avec Koppreiter.

- Scène 8 : Sachsl continue de chercher le corps d'Othmar à Vienne.

- Scène 9 : Othmar parle à Maria Kundrather de sa rencontre avec Elisabeth. Il veut quitter la région pour ne plus penser à elle - mais il a besoin d'argent. Maria lui donne des photos érotiques à vendre. Fekete tente en vain d'obtenir des informations auprès d'Othmar pour nuire à Alfred Koppreiter ou Kereszthely puis envisage de monter une affaire avec Ferdinand Kundrather. Koppreiter, Elisabeth et Nora viennent au "Heurigen" avec Kaboulke.

Elisabeth désapprouve le comportement de Kaboulke et est irritée par Alfred Koppreiter. Fekete se querelle avec Koppreiter, puis quitte le restaurant. Koppreiter flirte avec Maria et éloigne Elisabeth et Nora. Les autres font la fête. Kereszthely paie la facture.

### Deuxième partie
- Scène 10 : Dans un café, Ferdinand Kundrather et Fekete (qui se fait maintenant appeler Erich Atma Rosenbusch) envisagent un moyen de détruire Alfred Koppreiter : Ferdinand doit prétendre lors d'une réunion du comité d'entreprise que Koppreiter a soudoyé Schwoistaler pour mettre fin aux grèves de travailleurs. Othmar, qui essaie de vendre ses cartes érotiques, est révulsé par leur attitude. Fekete le fait conduire au poste de police.

- Scène 11 : Là, Sachsl découvre l'identité d'Othmar, confisque les photos et lui obtient un poste de crieur dans le Prater de Vienne.

- Scène 12 : Alfred Koppreiter et Maria Kundrather sont maintenant en couple, et il lui a acheté un salon de mode. Mais c'est là qu'elle est courtisée par Kaboulke. Quand Koppreiter arrive, Kaboulke doit se cacher. Mais Koppreiter, jaloux, découvre une cane dans le vestiaire. Kaboulke parti, Maria réfléchit à sa vie, mais décide de continuer comme avant.

- Scène 13 : Kundrather apprend à Elisabeth qu'Othmar a disparu. Il encourage les sentiments qu'elle a pour lui, d'autant plus facilement qu'elle sait qu'Alfred Koppreiter et Maria Kundrather se sont séparés.

- Scène 14 : Les journalistes annoncent que l'entreprise d'Alfred Koppreiter est en faillite. Kaboulke promet de l'aide. Il est prêt à reprendre l'entreprise - à condition qu'il reçoive aussi le salon de mode, y compris sa propriétaire Maria Kundrather. Mais Koppreiter reconnaît la canne de Kaboulke et se met en colère. Les ouvriers poussés par Fekete menacent Koppreiter, mais celui-ci leur révèle les machinations du prétendu syndicaliste : Fekete se fait tuer par l'un des ouvriers. Koppreiter n'a pas d'autre choix que de fuir à l'étranger. Kereszthely lui promet un passeport.

- Scène 15 : Après que Kaboulke a dénoncé Alfred Koppreiter, les crieurs annoncent qu'un mandat d'arrêt a été émis contre lui.

- Scène 17 : Les crieurs proclament la prochaine élection de "Miss Vienne" dans le Prater.

- Scène 16 : Elisabeth est préoccupée par le sort d'Alfred Koppreiter. Othmar lui rend visite pour lui apporter son soutien. Elle lui assure qu'elle n'a jamais vraiment aimé Koppreiter. Quand celui-ci arrive soudain, cherchant de l'aide, ils décident de le cacher.

- Scène 18 : Avec l'aide d'Othmar, Alfred Koppreiter s'est rendu méconnaissable. Maria Kundrather, élue "Miss Vienne" grâce au soutien de Kaboulke et de son frère, Ferdinand, s'appelle maintenant Ria Conradi, elle est célébrée et photographiée. Koppreiter découvre Maria aux côtés de Kaboulke. Désespéré, il tente de se tuer. Othmar essaie en vain de l'en empêcher : il est blessé, lui aussi. Kaboulke retire ses accusations contre Koppreiter.

- Scène 19 : Finalement, Othmar et Elisabeth sont réunis. Kundrather ayant donné son vignoble à Othmar en cadeau, ils n'ont plus à se soucier d'argent. Les crieurs de journaux annoncent l'arrivée du printemps. Ferdinand Kundrather et Kaboulke partent s'installer à Berlin.